# Свято пряника (Торунь)

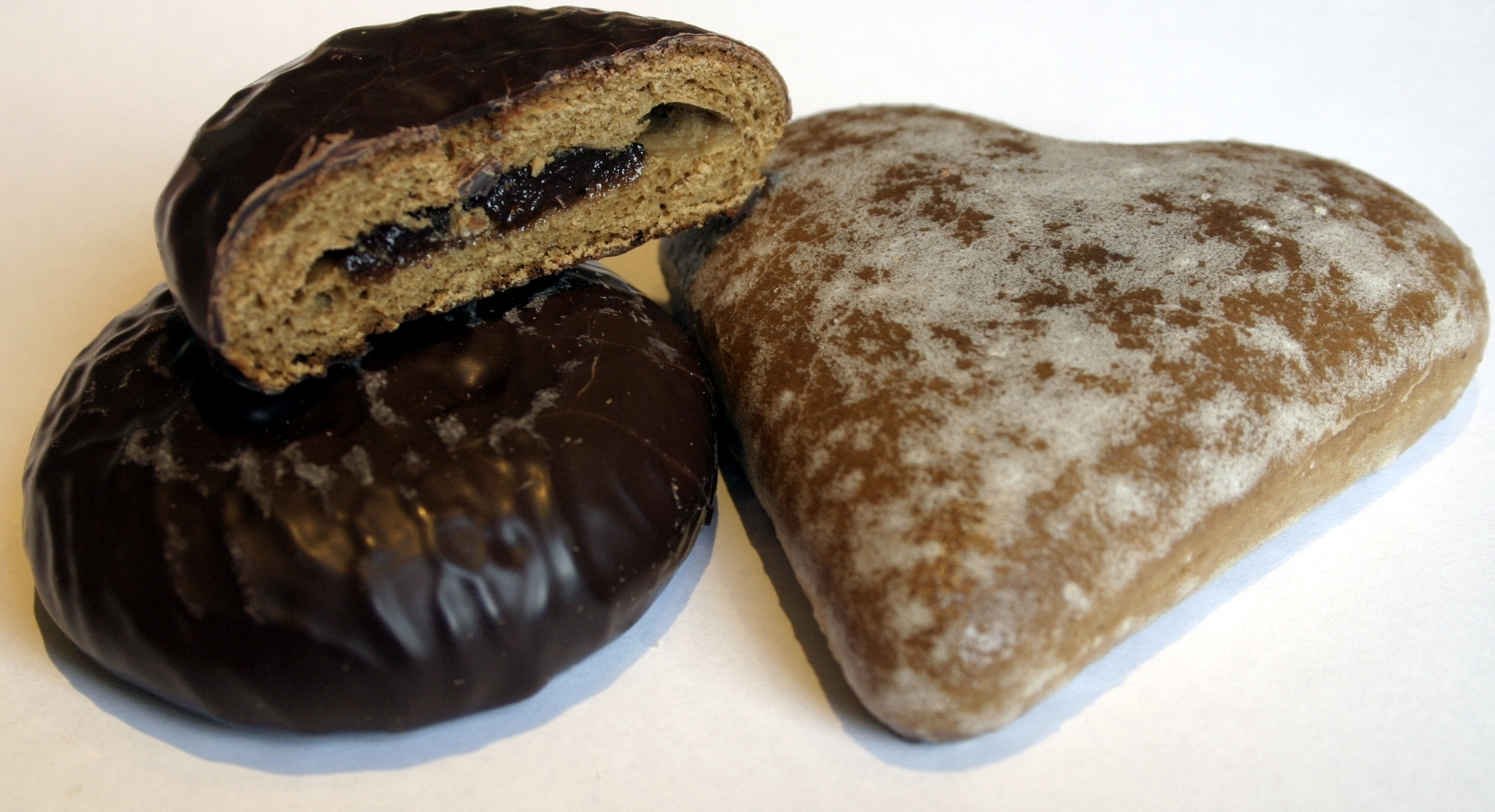
Традиційні торунські пряники

Свято Пряника — це музичне, пластичне і етнографічне дійство, що відбувається в місті Торуні (Польща) з 2001 року. Провідним мотивом дійства є торунські пряники.
Відбувається в Етнографічному музеї і відділі музею, що знаходиться просто неба у торунській Старувці.
Проходить у червні. Триває 1-2 дні, на вихідних. Організатором дійства виступає цукерняна фабрика «Коперник» (пол. Fabryka Cukiernicza «Kopernik» S.A.pl).

## Історія
Пряник — це особлива торунська лагомина і один з найголовніших символів міста Торуня. Ласувати ним почали ще за середніх віків. Масове випікання пряників розпочалося на першій у регіоні фабриці новітнього типу, що була збудована Яном Вісе (пол. Jan Weesepl) у 1751 році. Ця фабрика, одна з найстаріших фірм у краї і найдавніша з нині існуючих. Вона є найстарішим виробником пряників і вафель у Польщі і водночас одним з надавніших у Європі.
Свято Пряника відзначалося протягом двадцятиліття між двома світовими війнами. У добу ПНР було забуте. Відроджено за ініціативи торунської редакції «Газети Виборчої» (пол. Gazeta Wyborcza у 2001 році. Від 2002 року організатором виступає цукерняна фабрика «Коперник» (пол. Fabryka Cukiernicza «Kopernik» S.A.).

## Розклад дійства
Під час свята можна від початку і до кінця прослідкувати за процесом появи пряників — обмолочування збіжжя ціпами, меління борошна на жорнах. Демонструються терези і способи важення. Покази перенесення мішків, вантажіння їх на фіру, покази обертання вітряка. Свято доповнюється розповідями мельників про працю на вітряку і демонстрацією заточування млинарських каменів, виставкою народної випічки і експозицією вітряків. Відвідувачів Свята Пряника забавляють вуличні актори та «живі маріонетки», можна послухати леґенд про пряники і звісно ж скуштувати самих пряників. Свято закінчується «найсмачнішим» концертом на Філадельфійському бульварі.